# 宋少帝陵

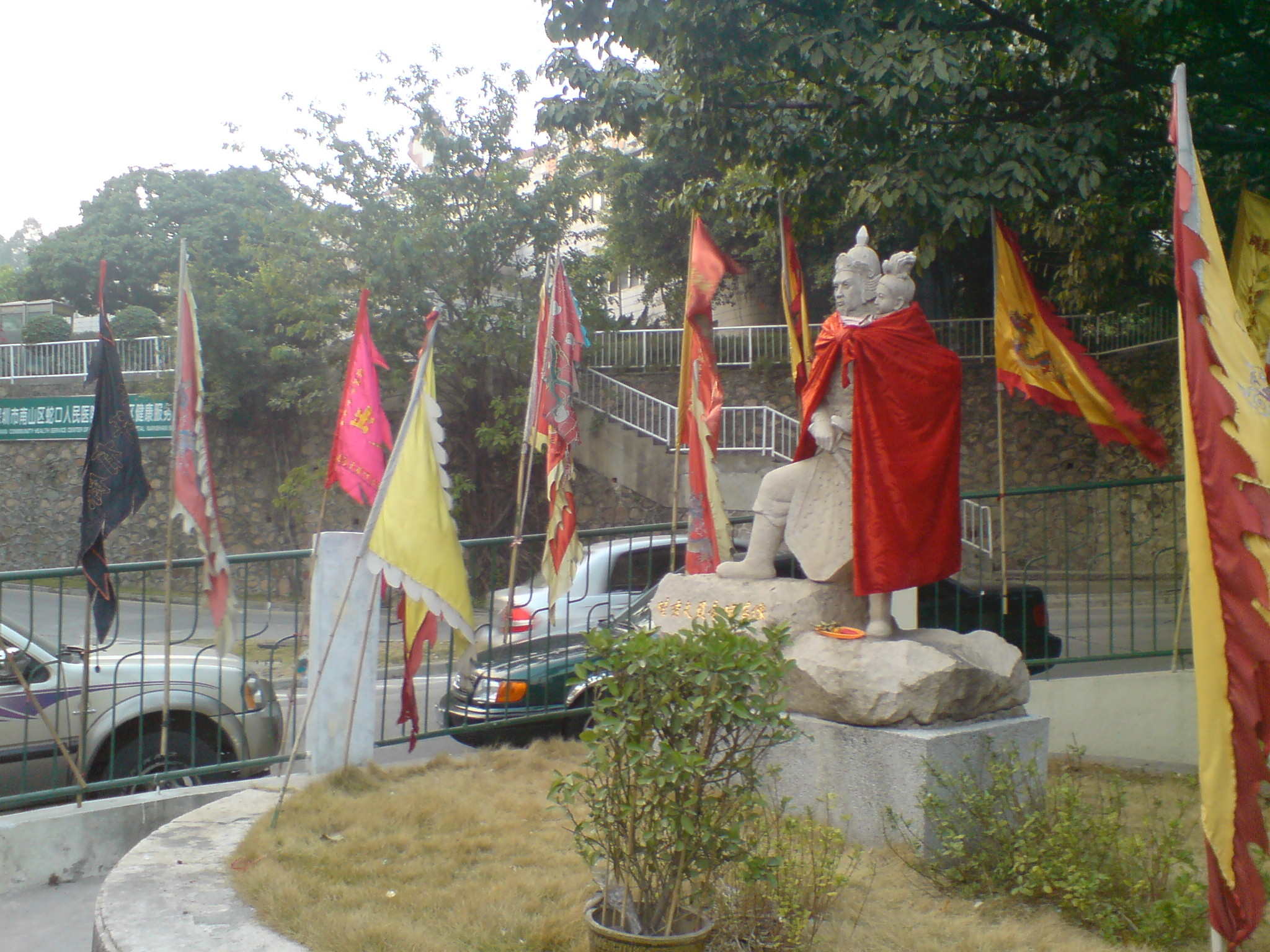
陆秀夫負帝昺投海殉國像

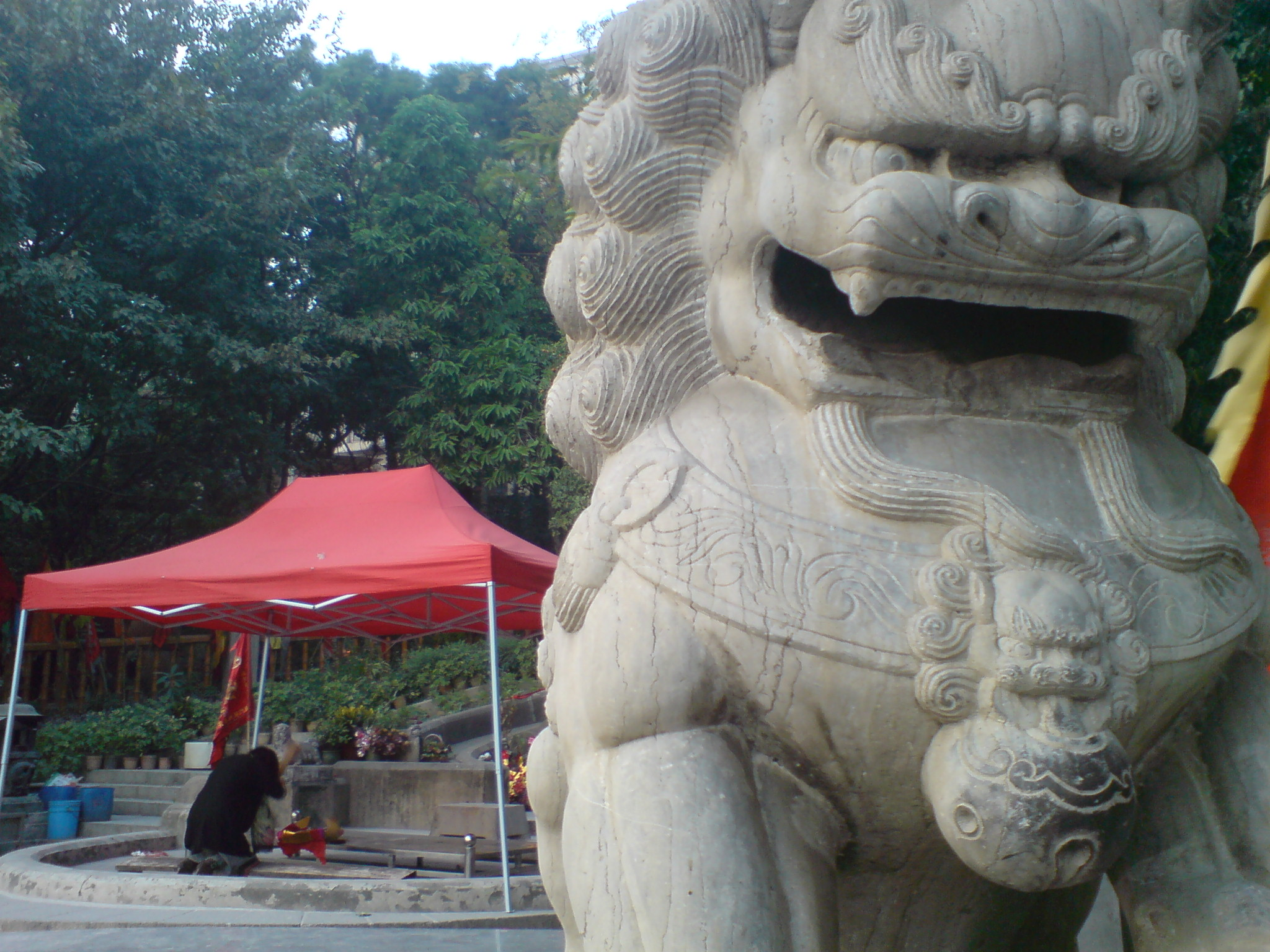
石獅

宋少帝陵，早期稱宋少帝墓，是南宋最後一個皇帝宋帝昺的陵墓，位於中國廣東省深圳市南山區的赤灣小南山上，少帝路、赤灣公園附近。宋少帝陵是廣東省境內少數的皇帝陵寢之一 ；另有永福陵（宋端宗墓，即宋帝昰，乃宋帝昺的兄長）位於香港，及南漢二陵位於今廣州市，時稱興王府；是深圳市第一批重點文物保護單位。

## 簡介
景炎三年（1278年），宋端宗病死，當時陸秀夫在碙州梅窝（今江门新会梅江一带），改冈州为祥龙县，擁立趙昺為皇，改元「祥興」，並逃往崗州崖山设营。元朝命令大將張弘範大舉進攻崖山的趙昺小朝廷。張世傑指揮宋軍水師頑抗，在崖門海域與元朝軍隊交戰，史稱「崖門戰役」，這場戰役關係到南宋流亡小朝廷的興亡，結果宋軍全軍覆滅。西元1279年3月19日，丞相陸秀夫知大勢已去，背着剛滿八歲的小皇帝蹈海殉國，兩人壯烈犧牲，宋王朝滅亡。
據《趙氏族譜》記載，“後遺骸漂至赤灣，有群鳥飛遮其上。山下古寺老僧偶往海邊巡視，忽見海中遺骸漂蕩，上有群鳥遮居，設法拯上，面色如生，服式不似常人，知是帝骸，乃禮葬於本山麓之陽”。而民間傳說，當時赤灣海灘漂來一具身著黃袍龍衣的童屍，而赤灣海邊天后廟（即今天位於赤灣的天后博物館）的一根棟梁卻突然塌下，廟祝與鄉紳父老急忙焚香問卜，得知童屍為少帝遺骸，塌下的棟梁是天后娘娘送予少帝作棺木的材料，當地百姓於是禮葬趙昺於天后廟西邊的小南山腳下。
宋少帝陵墓碑刻有“大宋祥慶少帝之陵”，兩旁有對聯“黄裔于今延宋祀，赤灣長此筑皇陵”字樣。墓前有祭壇和祭臺，左右有兩隻石獅。墓的东侧立有一块1米宽、2米多高的泉州白石墓碑，碑文用篆体阴文，內容為“宋帝昺陵墓碑記”，为书法家商承祚所写。碑背面刻有“崖海潜龙，赤湾延帝”八个大字，为书法家秦萼生所書。西侧有花坛，坛旁建有四柱黄琉璃瓦顶休息亭。同時還有大理石碑刻的宋少帝陵的簡介。在宋少帝陵入口處有“陸秀夫負帝殉海像”的雕塑和焚香爐，四周有仿古的三角旗。
1911年，香港趙氏後裔修葺宋少帝陵。1963年，赤灣守軍發現了此陵墓。到了1984年初，香港趙氏宗親會和蛇口工業區旅遊公司，捐資四十多萬港元，對陵墓進行修葺擴建，由原来的五十多平方米擴大到四千四百多平方米，並且開築公路直達墓前，還增建一座陸秀夫背負少帝殉海塑像。

## 交通資料
- 深圳地鐵2號綫赤灣站，轉乘B819路公交巴士，或從赤灣站步行約20分鐘。